# 탱크보이
탱크보이는 해태아이스에서 생산하는 아이스크림으로 배, 모히또, 바나나, 망고, 키위, 애플&젤리, 민트초코 맛이 있다.

## 같이 보기
- 배
- 아이스크림